# 松平忠暁
松平 忠暁（まつだいら ただあきら）は、江戸時代中期の大名。陸奥国桑折藩2代藩主。官位は従五位下・玄蕃頭。忠尚系奥平松平家2代。

## 生涯
元禄4年（1691年）、肥前国唐津藩主・松平乗春の五男として誕生。正徳2年（1712年）12月、伯父・松平忠尚の養子となる。享保4年（1719年）11月2日に忠尚が隠居したため、その跡を継いだ。享保9年（1724年）3月に奏者番となり、享保17年（1732年）8月に寺社奉行になるなど、享保の改革期の幕政に参与している。
享保21年（1736年）2月14日に死去した。享年46。跡を次男・忠恒が継いだ。

## 系譜
父母
- 松平乗春（実父）
- くら姫 ー 奥平昌能の次女（実母）
- 松平忠尚（養父）

正室
- 黒田直邦の娘

子女
- 松平忠衙（長男）生母は正室
- 松平忠恒（次男）生母は正室
- 毛利高能正室後に堀田正賓正室
- 稲垣定計正室
- 高木正恒正室